# Rajmund Bergel
Rajmund Michał Bergel (ur. 12 sierpnia 1894 w Jordanowie, zm. 2 sierpnia 1937 w Myślenicach) – polski poeta, krytyk literacki, dramaturg, kapitan piechoty Wojska Polskiego, kawaler Orderu Virtuti Militari.

## Życiorys
Urodził się jako syn sędziego Andrzeja i Marii Płatkowskich. Ukończył gimnazjum w Tarnowie. Wydawał pismo „Kujmy Broń”. Był działaczem „Promienistych” – młodzieżowej organizacji niepodległościowej. Wraz z ojcem – Andrzejem – w latach 1912–1913 na terenie Tarnowa zakładał oddziały Związku Strzeleckiego. Studiował polonistykę i historię na Wydziale Filozoficznym Uniwersytetu Jagiellońskiego. Przerwał studia wstępując do wojska.
Od 1914 pełnił służbę w 2 pułku piechoty Legionów. Przeszedł z pułkiem przez front austriacko-rosyjski pod Rarańczą,. Uczestniczył 11 maja 1918 w bitwie pod Kaniowem, gdzie dostał się do niewoli niemieckiej. Podczas pobytu w obozach jenieckich w Brześciu i Güstrow nabawił się choroby płuc.
Po wojnie pełnił służbę w Wojsku Polskim. Został zweryfikowany w stopniu kapitana ze starszeństwem z dniem 1 czerwca 1919 i 849. lokatą w korpusie oficerów piechoty. W 1923 pełnił służbę w 67 pułku piechoty w Brodnicy będąc jednocześnie „odkomenderowany” na Uniwersytet Jagielloński, na którym kontynuował studia. W 1924 był już oficerem rezerwy 67 pp. Z czynnej służby wojskowej został zwolniony ze względu na stan zdrowia.
Ukończył przerwane studia, objął posadę nauczyciela w Państwowym Gimnazjum im. Tadeusza Kościuszki w Myślenicach, gdzie uczył języka polskiego i pracował przez dziesięć lat do 1 grudnia 1933.
Był twórcą postromantycznych wierszy na temat walki legionistów („Tułaczym szlakiem”), pisał również dramaty, prace historyczne i z zakresu krytyki literackiej. Był autorem słów do utworu „Piechur”.
Jego żoną była od 1923 Paulina, z domu Zielińska.
Został pochowany na cmentarzu przy kościele św. Jakuba na Stradomiu.
Jego imieniem nazwano ulicę w Myślenicach oraz pracownię nr 20 w I Liceum Ogólnokształcącym im. Tadeusza Kościuszki w Myślenicach.

## Ordery i odznaczenia
- Krzyż Srebrny Orderu Wojskowego Virtuti Militari nr 7020 – 17 maja 1922[5]
- Krzyż Niepodległości – 9 stycznia 1932 „za pracę w dziele odzyskania niepodległości”[6]
- Krzyż Walecznych
- Krzyż Kawalerski Orderu Odrodzenia Polski
- Odznaka pamiątkowa Związku Kaniowczyków „Krzyż Kaniowski”